# Shemshak

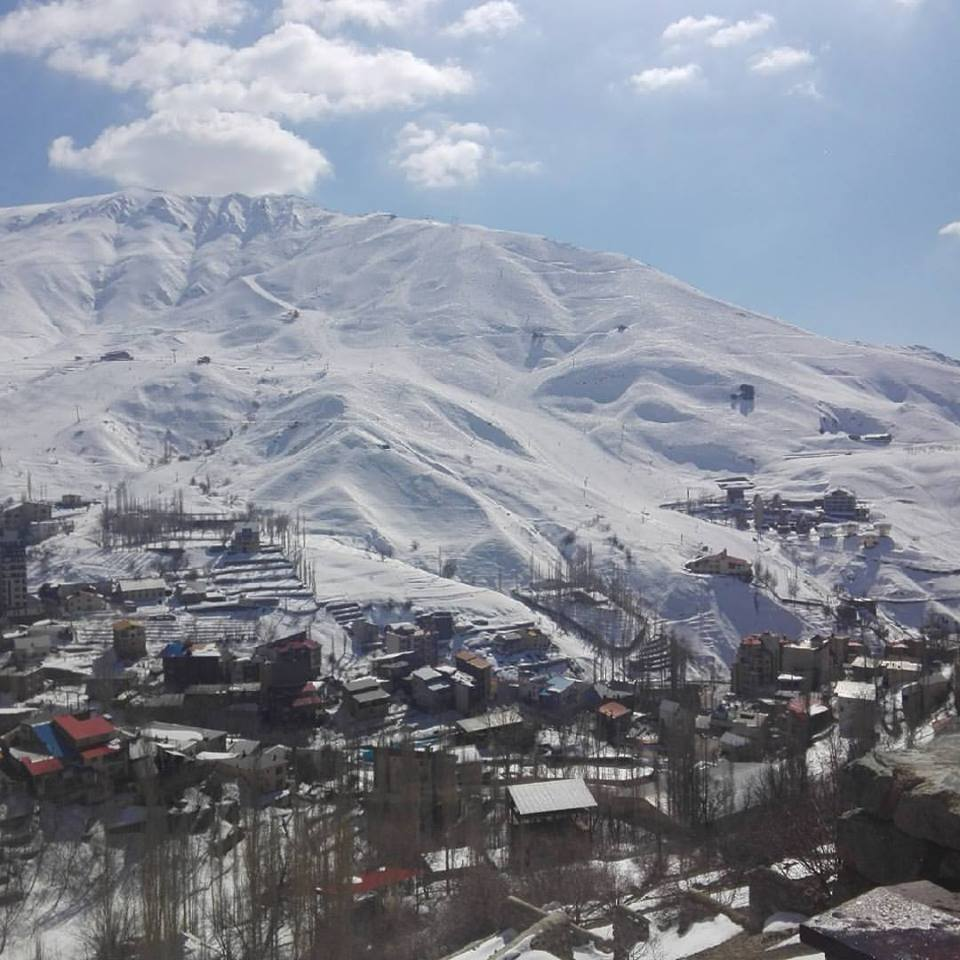
Vue de la station en hiver

Shemshak (en persan : شمشک) est une station de ski iranienne, située au nord-est de Téhéran dans la chaîne de l'Alborz.
Les pistes s'étendent entre 2550 m et 3050 m d'altitude.
Shemshak est la deuxième plus grande station de sports d'hiver en Iran après Dizin. La station existe depuis 1948. Elle est équipée de deux télésièges et cinq téléskis, ainsi que d'équipements lumineux pour le ski de nuit.
Shemshak attire généralement des skieurs plus avancés que Dizin, qui attire plutôt les skieurs débutants ou intermédiaires.
La station est située à 10 km de Dizin et 5 km de Darbandsar, et à environ une heure de route depuis Téhéran.
Ces dernières années, la station de ski s'est fortement développée sur le plan immobilier.
Les résidences ASP. et Sepahan sont la preuve de l'engouement vers l'immobilier de luxe dans cette région à moins d'une heure de Téhéran.